# Dekmanca
Dekmanca je naselje u slovenskoj Općini Bistrici ob Sotli. Dekmance se nalazi u pokrajini Štajerskoj i statističkoj regiji Savinjskoj. 

## Stanovništvo
Prema popisu stanovništva iz 2002. godine naselje je imalo 112 stanovnika.